# Tikal (Spiel)
Das Brettspiel Tikal ist ein Autorenspiel von Wolfgang Kramer und Michael Kiesling, das 1999 mit dem Kritikerpreis Spiel des Jahres und dem Deutschen Spiele Preis ausgezeichnet wurde. Es ist 1999 im Ravensburger Spieleverlag erschienen; im selben Jahr wurde die englische Übersetzung bei Rio Grande Games verlegt.
Thema des Spiels sind Expeditionen zu versteckten Maya-Stätten in den Urwäldern Mexikos und Guatemalas, daher auch der Name in Anlehnung an die antike Maya-Stadt. Die Spielbrettgestaltung greift zahlreiche Motive der Maya-Kultur auf. Tempelebenen sind mit entsprechenden Maya-Zahlen versehen, die Grundidee der Erhöhung von Tempeln respektive deren schichtweise Freilegung korrespondiert mit der mesoamerikanischen Tradition des kontinuierlichen Überbaues alter Tempelanlagen.

## Spielelemente
Wenn ein Spieler an der Reihe ist, zieht er ein sechseckiges Geländeplättchen und legt dieses auf das Spielbrett. So wird der erforschte Urwald ständig ein wenig größer. Jeweils zehn Aktionspunkte hat der Spieler anschließend zu vergeben. Damit kann er seine Expeditionsteilnehmer aufs Spielbrett einsetzen. Oder er bewegt diese zum nächsten Geländeplättchen. Er kann auf bestimmten Feldern Schätze heben, die wertvolle Punkte bringen können. Auf anderen Feldern sind Tempel zu finden, die Schicht für Schicht ausgegraben werden können. Außerdem kann auf leeren Feldern ein neues Basislager errichtet werden, um lange Reisewege zu ersparen.
Immer wenn ein Plättchen mit einem Vulkan auf das Spielbrett gelegt wird, gibt es eine Zwischenwertung. Jetzt hat jeder Spieler noch einmal die Möglichkeit, seine Position auf dem Spielfeld mit zusätzlichen zehn Aktionspunkten zu optimieren. Wenn ein Spieler dies getan hat, wird sofort für ihn der Punktestand ermittelt. Dabei werden Schätze im eigenen Besitz sowie Tempel auf dem Spielfeld, welche man mit seinen Expeditionsteilnehmern in Besitz genommen hat gewertet. Danach ist der nächste Spieler an der Reihe, seine zehn Aktionspunkte zu verbrauchen und daraufhin zu werten. Nachdem die letzte Geländeplatte gelegt wurde, erfolgt eine abschließende Wertung. Gewonnen hat der Spieler, der nach den  insgesamt vier Wertungsrunden den höchsten Punktestand hat.
In einer Spielvariante für erfahrene Spieler werden die Geländeplättchen nicht zufällig gezogen, sondern versteigert. Dabei gelten die Siegpunkte als Währung und das System sieht vor, dass jeder eine Karte ersteigert (und damit gelegt und seinen Zug ausgeführt) haben muss, bevor wieder alle Spieler mitsteigern dürfen. Dadurch soll die Zufallskomponente durch mehr Taktik ersetzt werden.

## Nachfolgespiele
Eine ähnliche Spielidee, diesmal in den Weiten Indonesiens, verfolgt das 2000 erschienene Spiel Java des gleichen Autorenduos. Das 2002 erschienene Mexica ist der dritte Teil der Masken-Trilogie.